# وانغ فاي
وانغ فاي (8 يناير 1993 في الصين - ) هو لاعب كرة قدم صيني في مركز الدفاع. لعب مع نادي هينان جيانيي.

## وصلات خارجية
- وانغ فاي على موقع قاعدة بيانات كرة القدم.إي يو (الإنجليزية)
- وانغ فاي على موقع Soccerway.com (الإنجليزية)